# Union City (film)
Ne doit pas être confondu avec Union City.
Pour plus de détails, voir Fiche technique et Distribution.
Union City est un film américain réalisé par Marcus Reichert, sorti en 1980, avec Deborah Harry, Dennis Lipscomb (en), Everett McGill et Pat Benatar dans les rôles principaux.

## Synopsis
A Union City dans le New Jersey, Harlan (Dennis Lipscomb (en)), un comptable irascible et désabusé, vit en couple avec Lillian (Deborah Harry). Harlan devient obsédé par la recherche du coupable qui boit ses bouteilles de lait chaque matin sur son pallier. Pour découvrir le voleur, il pose un piège et découvre l'auteur des larcins, un vagabond ex-vétéran de l'armée (Sam McMurray). Harlan l'assomme. Pensant l'avoir tué, il cache le corps dans un appartement vacant proche du sien. Dès lors, son comportement étrange va virer à la paranoïa, altérant les relations avec sa femme et ses proches.

## Fiche technique
- Titre : Union City
- Réalisation : Marcus Reichert
- Scénario : Marcus Reichert d’après la nouvelle Un cadavre sur le palier (A Corpse Next Door) de William Irish
- Photographie : Edward Lachman
- Musique : Chris Stein
- Direction artistique : George Stavrinos (en)
- Producteur : Graham Belin, Monty Montgomery et Ron Mutz
- Société de production : Columbia Pictures et The Tuxedo Company
- Pays d'origine :  États-Unis
- Langue originale : anglais
- Genre : Néo-noir[1]
- Durée : 87 minutes
- Date de sortie :
  - France : 17 mai 1980 (Festival de Cannes 1980 – sélection Quinzaine des réalisateurs)
  - Canada : 13 septembre 1980 (Festival international du film de Toronto 1980)
  - États-Unis : 26 septembre 1980

## Distribution
- Deborah Harry : Lillian
- Dennis Lipscomb (en) : Harlan
- Everett McGill : Larry Longacre
- Irina Maleeva : The Contessa
- Pat Benatar : Jeanette Florescu
- Tony Azito (en) : Alphonse Florescu
- Sam McMurray : le jeune vagabond
- Cynthia Crisp - Wanda
- Taylor Mead - Walter
- Paul Andor : Ludendorff
- Arthur McFarland : Mr. Lewis
- CCH Pounder : Mrs. Lewis
- Marcus Reichert : Harry
- Richard McGonagle

## Autour du film
- Il s'agit d'une adaptation de la nouvelle A Corpse Next Door de William Irish. Cette histoire a notamment été traduite en France en 1980 sous le titre Un cadavre sur le palier dans le recueil La Toile d'Araignée publié par les éditions Belfond.
- Le film a été tourné à Union City dans le New Jersey.
- Debbie Harry et Chris Stein ont imaginé la chanson Union City Blue pendant le tournage du film.